# Camponotus brettesi
Camponotus brettesi é uma espécie de inseto do gênero Camponotus, pertencente à família Formicidae.